# Cleora lamottei
Cleora lamottei är en fjärilsart som beskrevs av Claude Herbulot 1954. Cleora lamottei ingår i släktet Cleora och familjen mätare. Inga underarter finns listade i Catalogue of Life.